# Esther Drusche
Esther Drusche (* 24. Oktober 1950 in Berlin) ist eine deutsche Musikwissenschaftlerin und Politikerin (SPD). Sie war von 1995 bis 1999 Abgeordnete im Abgeordnetenhaus von Berlin.

## Leben
Esther Drusche absolvierte 1968  die 2. Erweiterte Oberschule (Graues Kloster) in Berlin gleichzeitig mit einer Ausbildung als Buchhändlerin. Sie studierte von 1968 bis 1973 an der Humboldt-Universität Berlin Musikwissenschaft bei Georg Knepler u. a. Drusche war bis 1976 im Bundessekretariat des Kulturbund der DDR tätig, anschließend bis 1982 im Kulturministerium der DDR.  Sie schied auf eigenen Wunsch aus dem Kulturministerium aus und arbeitete bis zur Wende freiberuflich sowie als Redakteurin und Herausgeberin. Seit 1993 war sie in der Verwaltung des Landes Berlin tätig, als Leiterin des Amtes für Bildung und Kultur in Marzahn-Hellersdorf, zuletzt als Referatsleiterin in der Senatsverwaltung für Bildung.

## Partei und Politik
Drusche trat 1990 in die SPD ein, gehörte von 1992 bis 1993 der Bezirksverordnetenversammlung des Bezirks Marzahn an. Sie war von 1995 bis 1999 Mitglied des Abgeordnetenhauses von Berlin. Seit 2008 ist sie Mitglied, seit 2014 stellvertretende Vorsitzende der Stadtverordnetenversammlung von Altlandsberg. Sie ist Vorsitzende des Aufsichtsrates der Schlossgut GmbH Altlandsberg.